# Ліцей «Голосіївський» № 241
Ліцей «Голосіївський» — освітній заклад у Голосіївському районі міста Києва, за вулицею Голосіївська, 12. Викладання здійснюється українською мовою. У ліцеї навчаються учні 1—11 класів. Спеціалізації підготовки: фізико-математична, економічна, економіко-математична, хіміко-біологічна, суспільно-правова.

## Історія;
- 1982 р. — розпочалося будівництво навчального закладу.
- 1983 р. — 1 жовтня відкрилася середня школа № 241.
- 1984 р. — перший випускний клас.
- 1985 р. — перша золота медаль у школі.
- 1993 р. — святкування десятиріччя школи.
- 1994–1995 рр. — організація ліцею «Голосіївський» на базі середньої школи № 241.
- 1996 р. — початок традиції святкування Дня ліцею;

## Педагогічний колектив
У складі викладацького колективу ліцею:
- Заслужений вчитель України;
- 8 вчителів-методистів;
- 14 старших учителів;
- 7 із званням «Соросовський учитель».

Основні та спеціальні (профільні) курси читають 14 кандидатів наук з Національного університету імені Тараса Шевченка, Національного педагогічного університету імені Михайла Драгоманова, Державної академії легкої промисловості України, Національного аграрного університету.

## Досягнення
Показник вступу випускників до вищих навчальних закладів протягом останніх років стало перевищує 95 відсотків. Крім того, випускники фізико-математичного класу за результатами іспитів одержують сертифікат науково-навчального центру прикладної інформатики, який підтверджує закінчення курсів «Інформатика, обчислювальна техніка та програмування на основі IBM-сумісних персональних комп'ютерів». Цей документ дає можливість випускникам отримати роботу на посадах, які потребують кваліфікованого знання комп'ютерів.
Випускники економічно-математичного і економічного класів отримують посвідчення Київського національного університету імені Тараса Шевченка про те, що були слухачами курсів при економічному факультеті з основ економіки, менеджменту і підприємництва.
Щороку ліцеїсти стають переможцями районних, міжрегіональних, всеукраїнських і соросовських предметних олімпіад. Більше 30 учнів одержали диплом переможців МАН.